# Małoje Zinowjewo
Małoje Zinowjewo (ros. Малое Зиновьево) – wieś (dieriewnia) w Rosji, w obwodzie niżnonowogrodzkim, w okręgu miejskim Siemionowa. W 2010 liczyła 589 mieszkańców.